# La Lima, Chiapas
La Lima är en ort i Mexiko.   Den ligger i kommunen Frontera Comalapa och delstaten Chiapas, i den sydöstra delen av landet, 900 km sydost om huvudstaden Mexico City. La Lima ligger 673 meter över havet och antalet invånare är 534.
Terrängen runt La Lima är varierad. Runt La Lima är det ganska tätbefolkat, med 100 invånare per kvadratkilometer. Närmaste större samhälle är Frontera Comalapa, 1,5 km väster om La Lima. I omgivningarna runt La Lima växer huvudsakligen savannskog.